# Lille Inger
|  | Denne artikel er oprettet af botten Steenthbot ud fra en ekstern database. Den kan derfor have sproglige fejl eller mangler. Denne skabelon kan fjernes efter kontrol af indholdet. |

Lille Inger er en dansk kortfilm instrueret af Jacob Møller.

## Handling
Inger på 9 år bliver pludselig centrum i en lille landsby, hvor indbyggerne tror, at hun kan udøve mirakler og helbrede de syge.

## Medvirkende
- Lars Ranthe, Ingers far
- Zafinia Vang Piculell, Inger
- Pil Egholm, Kirsten
- Viktor Skov Dahl Christiansen, Peter
- Morten Thunbo, Flemming
- Peter Damm-Ottesen, Borgmester
- Martin Noren, Christiansen
- Henrik Ipsen, Læge John
- Ingrid Prytz, Bente
- Lado Hadzic, Bilkøber